# 늪토끼
늪토끼 또는 늪솜꼬리토끼(Sylvilagus aquaticus)는 솜꼬리토끼의 일종이다. 미국 남부의 늪과 습지에서 발견되는 큰 솜꼬리토끼이다.

## 특징
늪토끼는 솜꼬리토끼속 중에서 가장 큰 종의 하나지만 다른 솜꼬리토끼와 모양이 비슷하다. 몸의 털은 대체로 갈색을 띠며. 뭉툭한 흰 꼬리를 갖고 있다. 다 자랄을 때 암컷과 수컷 모두 몸무게가 1.5~2.7kg에 이른다. 토끼 중에서 암컷이 수컷만큼 몸무게가 무거운 경우는 드물다.